# 维亚切斯拉夫·彼得罗夫
维亚切斯拉夫·阿纳托利耶维奇·彼得罗夫（羅馬化：Vyacheslav Anatol'yevich Petrov；1969年8月17日—）是俄罗斯政治人物，第八届国家杜马议员。
2018年至2021年，他还担任克麦罗沃州立法议会主席。

## 制裁
彼得罗夫于2022年因俄乌战争而受到英国政府制裁。